# Општина Розавља (Марамуреш)
Розавља (рум. Rozavlea) општина је у Румунији у округу Марамуреш.
Oпштина се налази на надморској висини од 390 m.